# マルティナ・ズブチッチ
マルティナ・ズブチッチ（クロアチア語:Martina Zubčić、1989年6月3日 - ）はクロアチアのテコンドー選手である。2008年北京オリンピックにクロアチア代表として参加し、銅メダルを獲得した。ザグレブのテコンドークラブ、TKザグレブに属している。

## 来歴
7歳からテコンドーをはじめ、2005年にはリガで開かれた欧州選手権でジュニアの年齢にありながらシニアで優勝を果たした。2008年北京オリンピックでは銅メダルを獲得した。
2008年、優れたクロアチアのアスリートに与えられるフラニョ・ブチャル全国スポーツ賞（Državna nagrada za šport "Franjo Bučar"）を受賞した。